# Trawnig

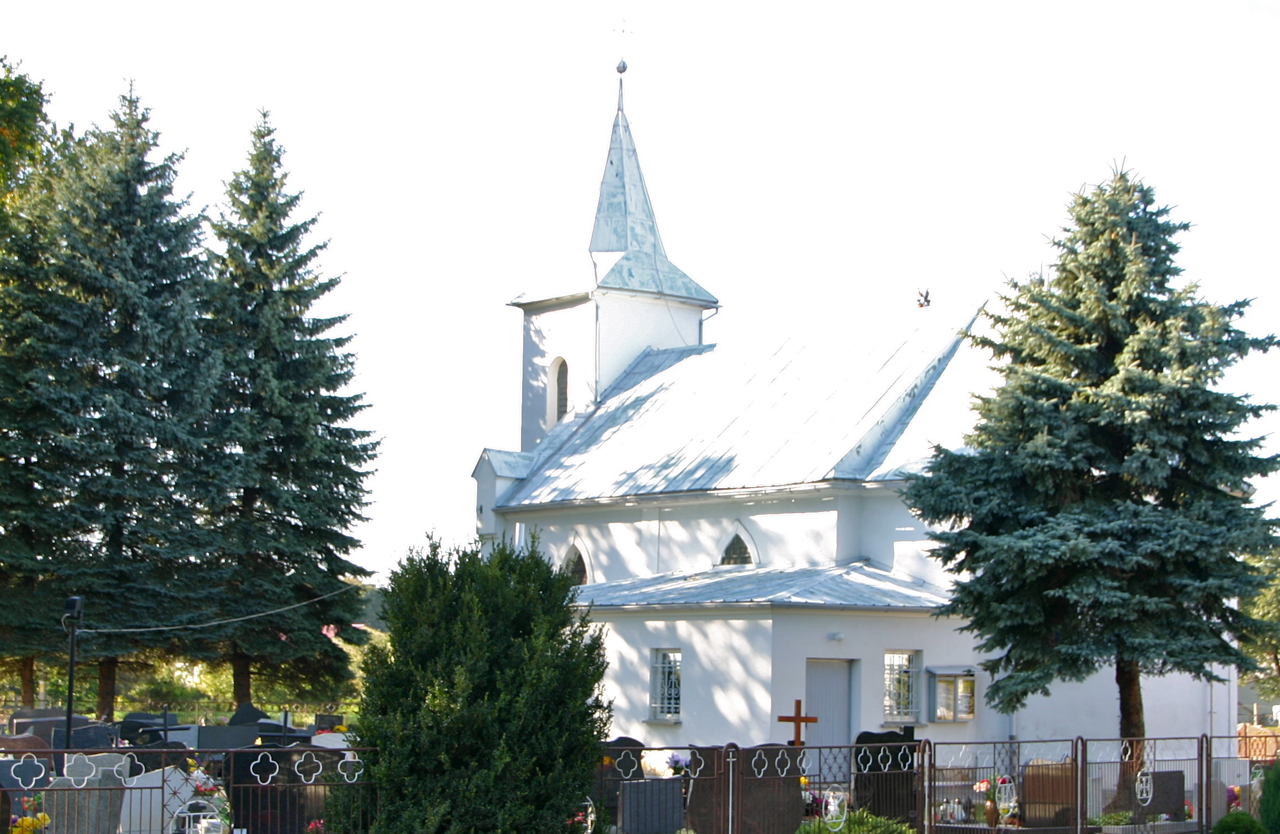
Kirche Maria vom Guten Rat

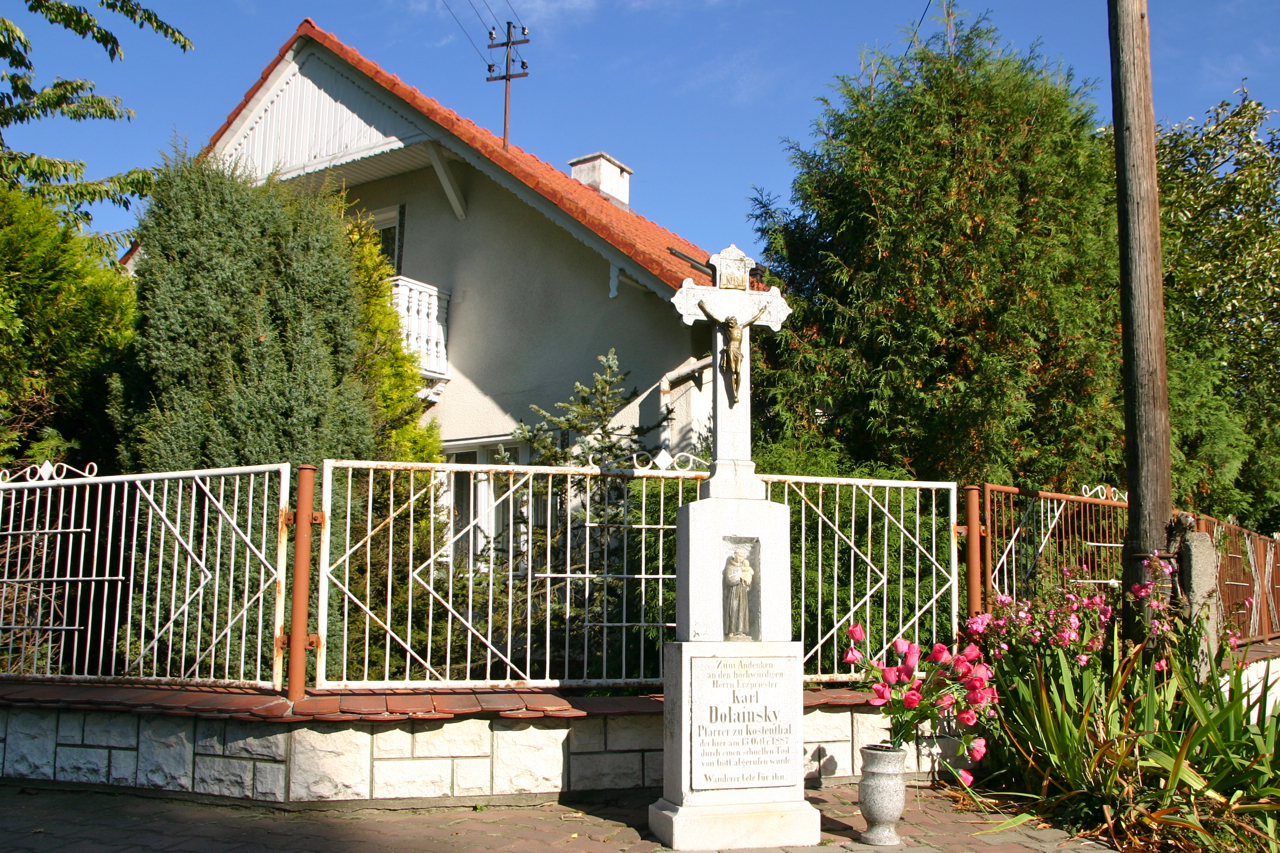
Ortsansicht

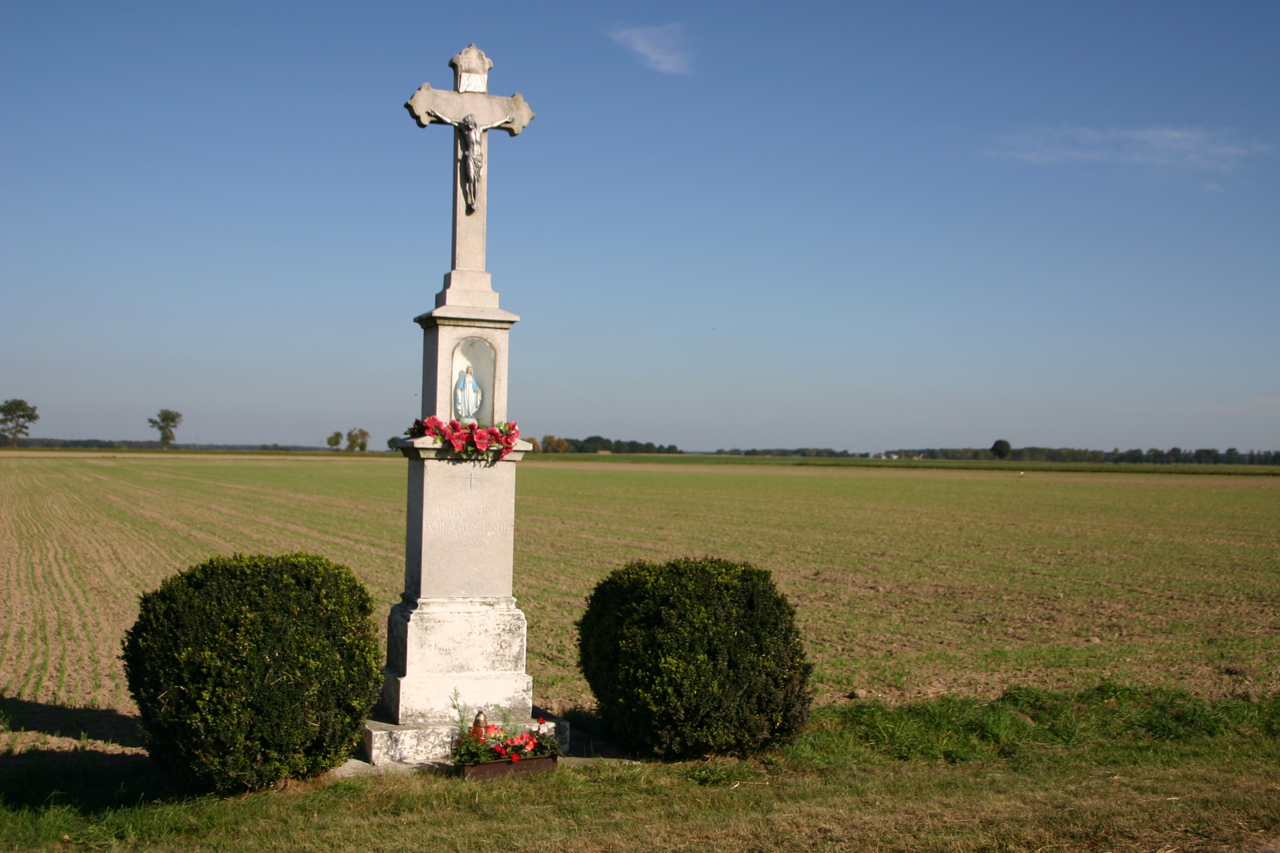
Wegkreuz

Trawnig (1936–1945: Grünweide O.S., polnisch Trawniki) ist ein Ort in der Landgemeinde Pawlowitzke im Powiat Kędzierzyńsko-Kozielski der Woiwodschaft Opole in Polen.

## Geografie
Trawnig liegt rund neun Kilometer nordwestlich von Pawłowiczki (Pawlowitzke), 17 Kilometer westlich von Kędzierzyn-Koźle (Kandrzin-Cosel) und 40 Kilometer südlich Opole (Oppeln).

## Geschichte
1805 wurde eine katholische Schule gegründet. 1865 bestand Trawnig aus einem Rittergut und einem Dorf. Das Dorf hatte zu diesem Zeitpunkt zehn Bauernhöfe, 24 Gärtnerstellen und 25 Häuslerstellen, sowie einen Kretscham mit dem Namen Goldfußkretscham.
Bei der Volksabstimmung in Oberschlesien am 20. März 1921 stimmten 290 Wahlberechtigte für einen Verbleib Oberschlesiens bei Deutschland und 39 für eine Zugehörigkeit zu Polen. Auf Gut Trawnig stimmten 68 für Deutschland und einer für Polen. Trawnig verblieb nach der Teilung Oberschlesiens beim Deutschen Reich. Am 16. Mai 1936 wurde der Ort im Zuge einer Welle von Ortsumbenennungen der NS-Zeit in Grünweide O.S. umbenannt. Bis 1945 befand sich der Ort im Landkreis Cosel.
1945 kam der bis dahin deutsche Ort unter polnische Verwaltung und wurde anschließend der Woiwodschaft Schlesien angeschlossen und ins polnische Trawniki umbenannt. Der Landkreis Cosel wurde in Powiat Kozielski umbenannt. 1950 kam der Ort zur Woiwodschaft Oppeln. 1975 wurde der Powiat Kozielski aufgelöst. 1999 kam der Ort zum neugegründeten Powiat Kędzierzyńsko-Kozielski. Am 30. September 2014 erhielt der Ort zusätzlich den amtlichen deutschen Ortsnamen Trawnig.

## Sehenswürdigkeiten
- Katholische Kirche Maria vom Guten Rat
- Schloss
- Wegkreuze